# Ricardo Antonio Chavira
Ricardo Antonio Chavira (Austin (Texas), 1 september 1971) is een Mexicaans- Amerikaans acteur, best bekend door zijn rol als Carlos Solis in Desperate Housewives.
Hij begon zijn acteercarrière als student, met 3 kortfilms: "I Ain't Mad at You", "The Ex-Factor" en "Still Down", alle 3 films met een latino thema. Zo werd zijn talent voor dramatische en komische rollen ontdekt.
Hierna speelde hij nog in verschillende films en series, zoals: The Grubbs, Six Feet Under, The Division, NYPD Blue en The George Lopez Show.
Ook is hij een voorvechter van de strijd tegen borstkanker. Zijn moeder is aan de ziekte gestorven toen Ricardo 15 was en sinds hij beroemd is geworden met Desperate Housewives, gebruikt hij die roem voor zijn strijd: zo is hij de woordvoerder van een handvol organisaties tegen borstkanker.
Hij is getrouwd en heeft een zoon en een dochter.